# Seznam škotskih arhitektov
Seznam škotskih arhitektov.

## A
- James Adam
- John Adam
- Robert Adam
- William Adam
- Robert Rowand Anderson

## B
- David Bryce
- William Burn
- John James Burnet

## C
- William Sinclair, 1st Earl of Caithness
- Charles Cameron (arhitekt)
- Colen Campbell
- Richard Cementarius
- William Chambers (arhitekt)
- John Clerk of Penicuik
- James Craig (arhitekt)

## F
- James Fergusson (arhitekt)

## G
- James Gibbs
- James Gillespie Graham

## H
- David Hamilton (arhitekt)
- Thomas Hamilton (arhitekt)

## J
- Edward James

## K
- George Meikle Kemp
- William Kininmonth

## L
- Archibald Leitch
- Robert Lorimer

## M
- Charles Rennie Mackintosh
- Robert Matthew
- Adam Menelaws (v Rusiji)
- Robert Mylne

## P
- James Playfair
- William Henry Playfair

## R
- James Robert Rhind

## S
- Archibald Simpson
- William Smith (arhitekt)
- Basil Spence
- James Stirling

## T
- Thomas S. Tait
- Thomas Telford
- Alexander Thomson